# Vendsyssel Historiske Museum
Vendsyssel Historiske Museum i Hjørring er grundlagt af tandlæge Lønborg Friis (død 1912, buste i museumshaven modelleret af J.N. Sondrup). Museet blev stiftet i 1889 og i 1959 statsanerkendt som kulturhistorisk museum. Siden 1974 er det blevet drevet som en selvejende institution, der støttes af stat og Hjørring Kommune. Museet har desuden arkæologisk ansvar i nabokommunerne Brønderslev, Frederikshavn og Læsø - og har på en række udstillings- og formidlingsmæssige områder hele landsdelen Vendsyssel som virkeområde.. Foruden besøgsadressen i Museumsgade i Hjørring, har museets udstillinger i Mosbjerg (Landskabs- og Landbrugsmuseet), Tornby (Tornby Skudehandel) og Hirtshals (Hirtshals Museum og Bunkermuseet)
Den nuværende bygning i Hjørring blev taget i brug 1900. 1928 genopførtes den ældste del af den gamle Sindal præstegård (opført 1678) i museumshaven. Også Hjørrings gamle provstegård er indlemmet i museet. Museet rummer samlinger af oldsager, mønter, folkedragter, borgerhjemsinteriører, landbrugsredskaber samt skiftende særudstillinger. Der findes en samling af lægeurter i haven.

## Ekstern henvisning
- Vendsyssel Historiske Museum